# Ryan Johnston
Ryan Johnston, född 14 februari 1992, är en kanadensisk professionell ishockeyspelare som är kontrakterad till NHL-organisationen Montreal Canadiens och spelar för deras primära samarbetspartner St. John's Icecaps i American Hockey League (AHL). Han har tidigare spelat på lägre nivå för Colgate Raiders (Colgate University) i National Collegiate Athletic Association (NCAA).
Johnston blev aldrig draftad av någon NHL-organisation.
Han är bror till ishockeyspelaren Rebecca Johnston, som är en tvåfaldig olympisk mästare i damishockey och brorson till ishockeytränaren Mike Johnston, som tränade NHL-organisationen Pittsburgh Penguins mellan 25 juni 2014 och 13 december 2015.

## Statistik
| 2006–2007   | Sudbury Wolves Bantam AAA     | NOHLAAA     | 33  | 3  | 14 | 17 | 22 | 7  | 1 | 2  | 3  | 4 |
| 2007–2008   | Sudbury Nickel Capital Wolves | GNML        | 32  | 4  | 26 | 30 | 12 | 10 | 2 | 13 | 15 | 6 |
| 2008–2009   | Sudbury Nickel Capital Wolves | GNML        | 33  | 10 | 18 | 28 | 22 | 11 | 2 | 13 | 15 | 6 |
| 2009–2010   | Elmira Sugar Kings            | GOJHL       | 37  | 3  | 20 | 23 | 20 | 12 | 0 | 3  | 3  | 4 |
| 2010–2011   | Nepean Raiders                | CCHL        | 58  | 11 | 31 | 42 | 32 | 7  | 1 | 3  | 4  | 6 |
| 2011–2012   | Nepean Raiders                | CCHL        | 56  | 17 | 54 | 71 | 32 | 18 | 9 | 9  | 18 | 8 |
| 2012–2013   | Colgate Raiders               | NCAA        | 35  | 0  | 8  | 8  | 30 | —  | — | —  | —  | — |
| 2013–2014   | Colgate Raiders               | NCAA        | 37  | 4  | 15 | 19 | 37 | —  | — | —  | —  | — |
| 2014–2015   | Colgate Raiders               | NCAA        | 38  | 1  | 14 | 15 | 26 | —  | — | —  | —  | — |
| 2015–2016   | Montreal Canadiens            | NHL         | 2   | 0  | 0  | 0  | 0  | —  | — | —  | —  | — |
|             | St. John's Icecaps            | AHL         | 34  | 0  | 9  | 9  | 14 | —  | — | —  | —  | — |
| NHL totalt  | NHL totalt                    | NHL totalt  | 2   | 0  | 0  | 0  | 0  | —  | — | —  | —  | — |
| AHL totalt  | AHL totalt                    | AHL totalt  | 34  | 0  | 9  | 9  | 14 | —  | — | —  | —  | — |
| NCAA totalt | NCAA totalt                   | NCAA totalt | 110 | 5  | 37 | 42 | 93 | —  | — | —  | —  | — |